# Bógdał
Bógdał – wieś w Polsce położona w województwie śląskim, w powiecie zawierciańskim, w gminie Szczekociny. Leży w pobliżu ujścia Krztyni do Pilicy.
| SIMC    | Nazwa    | Rodzaj     |
| ------- | -------- | ---------- |
| 0146206 | Dębowiec | przysiółek |

W latach 1975–1998 miejscowość administracyjnie należała do województwa częstochowskiego. Miejscowość położona jest nad rzeką Pilicą.

## Nazwa
Nazwa miejscowości notowana była w formach Bogdal (1787), Bógdał (1921), Bugdał (1933), Bugdał (1952). Może to być nazwa kultowa typu Boża Wola, Bógpomóż lub też nazwa dzierżawcza równa nazwie osobowej Bogdał.